# Pleurata tithasa
Pleurata tithasa är en hjuldjursart som först beskrevs av Harry K. Harring och Myers 1924.  Pleurata tithasa ingår i släktet Pleurata och familjen Notommatidae. Inga underarter finns listade i Catalogue of Life.